# まだまだ現役倶楽部
まだまだ現役倶楽部（まだまだげんえきクラブ）は、日本の季刊フリーマガジンである。『まだ現』の愛称で知られる。

## 概要
2005年12月10日に『住リールナビ』として創刊。当初は高齢者をターゲットとした「老人ホーム情報誌」として発行されたが、2007年6月10日に『まだまだ現役倶楽部』へ名称変更とともにターゲットを団塊世代へと変更し、表紙のみならずコラムにも各界著名人を起用し掲載内容も「総合情報誌」へ変更され現在に至る。

## 参加著名人

### 表紙を飾った著名人（巻頭インタビュー）
- 桂歌丸（住リールナビ）
- 中尾彬（住リールナビ）
- 高橋英樹
- 五月みどり
- 関根勤
- 森本レオ
- 小林幸子
- 白鵬翔

### コラムに登場した著名人
- 赤井英和
- 吉村作治
- 石坂浩二
- 左とん平
- 塩田亜飛美（プロゴルファー）
- 加藤茶
- 三波豊和
- 西川みさと（プロゴルファー）
- 木村佳子（ファイナンシャルプランナー）
- 伊東四朗（俳優・コメディアン）
- 長門裕之（俳優）

### 主な設置場所
- 市・区役所の行政窓口
- 全国の提携先有料老人ホーム
- 地域包括支援センター
- 居宅介護支援事業所など介護関連施設・窓口

- 首都圏駅構内ラック
- 薬局タカサ　各支店
- グルメシティ（スーパーマーケット）
- ル・コネスール（シガーBAR＆カフェ）
- 新宿コマ劇場（待合ロビー）
- 明治座
- 首都圏のカルチャーセンター、社交ダンス、囲碁・将棋教室など